# Richard Prieto
Richard Fabián Prieto (Caaguazú, 25 febbraio 1997) è un calciatore paraguaiano, centrocampista del Godoy Cruz in prestito dal General Díaz.

## Caratteristiche tecniche
È un esterno sinistro.

## Carriera

### Nazionale
Con la nazionale Under-20 paraguaiana ha preso parte al Sudamericano Under-20 2017.